# Ponte Benjamin Constant
A Ponte Benjamin Constant, também conhecida como Ponte Metálica, é uma ponte pênsil localizada no município de Manaus, capital do estado do Amazonas. Foi construída em 1895 para ligar o Centro Histórico de Manaus ao bairro Cachoeirinha.
Sua construção foi iniciada em 1893 e o responsável pela obra foi o engenheiro inglês Frank Hirst Hebblethwaite. No ano seguinte, os pilares de alvenaria já estavam prontos para receber a estrutura metálica que a compõe, cujas peças foram fabricadas pela indústria inglesa Dorman Long & Company Limited — empresa que existe até os dias atuais.

## História

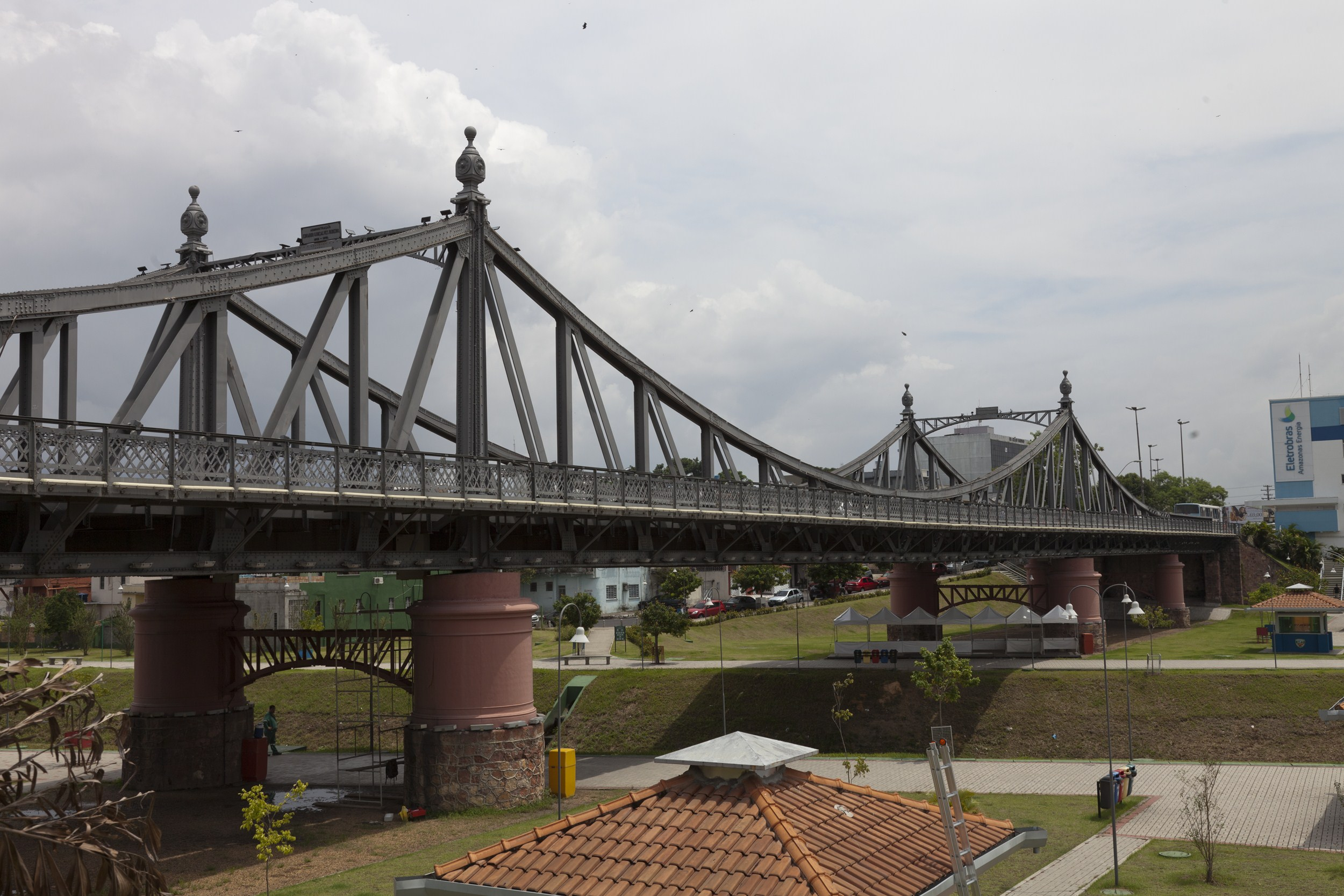
A Ponte Benjamin Constant cruza o Igarapé do Mestre Chico.

Para proporcionar maior segurança à população, Eduardo Ribeiro decidiu construir a ponte em ferro e aço. Neste período, Manaus crescia com uma arquitetura totalmente inglesa a exemplo do Mercado Municipal Adolpho Lisboa. A ponte não fugiu à regra e é considerada uma das mais belas pontes do Brasil, sendo uma das mais imponentes de Manaus.
Construída no período de 1893 a 1895 com peças importadas da Inglaterra, no governo de Eduardo Ribeiro, contou com supervisão do engenheiro Frank Hirst Hebblethwait. Foi inaugurada no dia 7 de setembro de 1895.
A ponte Benjamim Constant é conhecida por outros nomes como "Terceira Ponte", "Ponte Metálica", "Ponte da Cachoeirinha", mas oficialmente a nomenclatura é "Benjamin Constant". Foi completamente reconstruída em 1938 durante o governo de Álvaro Maia. Em 1967, na gestão do então governador Danilo de Mattos Areosa, iniciou-se o segundo processo de recuperação. A restauração ficou sob a responsabilidade da CSN (Companhia Siderúrgica Nacional), com sede no Rio de Janeiro em parceria com o DER-AM (Departamento de Estradas e Rodagem do Amazonas). 
Sem reforma há quase vinte anos, em 25 de janeiro de 2005 a Ponte Metálica foi interditada para o tráfego de veículos pesados em razão do risco de desmoronamento de sua estrutura centenária. Dois anos depois, o Governo do Estado iniciou sua restauração, como parte das obras do Programa Social e Ambiental dos Igarapés de Manaus - Prosamim. A Empresa de Construção Civil e Elétrica Ltda. — Econcel foi a responsável pela execução da obra, que além de recursos estaduais, contou com recursos do Governo Federal e do Banco Interamericano de Desenvolvimento – BID.

## Estrutura
Com mais de 120 anos de existência, a Ponte Benjamin Constant — que possui 161 metros de comprimento e 10,50 metros de largura, dois vãos de vinte metros, dois de trinta metros e um de sessenta metros — foi reinaugurada em 25 de setembro de 2008, junto com a primeira etapa do Largo do Mestre Chico.
A ponte teve sua estrutura reforçada para suportar o tráfego de veículos que é intenso naquela avenida, no entanto, foram mantidas suas características originais.Foi novamente totalmente reformada no governo de Eduardo Braga, em 2009.
De acordo com levantamento histórico realizado durante o governo Amazonino Mendes pela Secretaria de Comunicação (1987), a primeira ponte do bairro teria sido construída em madeira e chamada pelos populares de ponte "Itacoatiara".